# 可塑性澱粉材料
可塑性澱粉材料全名為 Plastarch Material  (PSM)，是一種可生物降解的熱塑性塑料，於2005年開始商用。經過酯化、交聯、接枝共聚等高分子化學加工工藝製成生物塑膠，通過對玉米澱粉和其他可再生資源的改性和塑化，使其為集剛性、韌性和彈性於一體的環保材料，原料可再生、降解。可以與傳統泛用塑料聚乙烯(PE) / 聚丙烯(PP) / 聚苯乙烯(PS) / 聚氯乙烯(PVC) / 乙烯/醋酸乙烯酯共聚物(EVA) / 可熱塑性橡膠(TPR) 等材質共混成為生物塑料使用。

## 來源
以植物澱粉和纖維素等天然高分子材料為主要原料，資源可再生，能夠節約大量的石油資源。

## 材料特性與塑料替代
PSM具有加工性能，可用普通的塑料加工設備加工成各類製品，產品可具有的使用性能：防水、防油、無毒無害（不含鄰苯類增塑劑、雙酚A）、耐熱、耐冷。加工生產過程無廢水、廢氣、廢渣的“三廢”排放，符合RoHS, REACH等認證環保標準。它也是吸濕性。
由於PSM與其他塑料類似，PSM可以運行在許多現有的吹塑成型、片材（吸塑）成型、射出成型（注塑）、發泡成型的生產線，加工溫度320°F（160℃）-356°F（180℃）。

## 應用
PSM目前用於各種各樣的應用在塑料市場：
1. 內外包裝的製品有：食品包裝、電子產品包裝、花缽和底碟、育苗花缽、醫藥包裝、酒店用品、防震包裝（珍珠板）、無定型泡沫緩衝材料（peanut packaging，台灣在相關產業常稱之為「乖乖」）。
2. 膜與膜類的製品有：工業和農用薄膜、生物全降解膜袋、澱粉基購物袋、收縮膜、重包裝袋、背心袋、生物降解塑料袋。
3. 怡客相關製品：垃圾袋、男女鞋套、密實袋、桌布、澱粉基水杯、澱粉基餐碗、刀叉勺、餐具、杯盤碗碟、餐盒、無毒玩具。
4. 文體用品的製品有：高爾夫球釘、文具。
5. 其他製品還有牙膏蓋和牙刷、廚具、衣架、個人護理用品等等。

PSM在生物塑料套袋應用上，成功解決普遍家電套袋中，利用回收聚乙烯(PE)或聚乙烯(PE)中填充大量的碳酸鈣產生的密度由0.93增大到1.0-1.6公克/立方公分（成本提高）、影響物理性能（容易掉粉）問題，PSM成型膜袋密度約為0.75公克/立方公分。PSM應用在三層吹瓶上，產品表面與一般PE一樣有光澤，無異常粉末或片狀物，無起泡，印刷和封口不受PSM材料用量影響。PSM運用在生物降解塑料時，可堆肥性已經經國際權威的檢測機構比利時OWS進行EN13432和ASTM D6400標準檢測，並由獨立的第三方認證機構DIN CERTCO和VINCOTTE進行認證，取得了"Compostable"標識和"OK Compost"標識。
因為PSM是來自可再生資源（玉米澱粉），它已成為一個有吸引力的石油衍生的替代產品。

## 回收
PSM生物降解材料及製品使用後的廢棄物可完全生物降解，能夠實現垃圾堆肥化和無害化處理。在大氣中的穩定的，但在適當的潮濕的土壤、淡水、海水，和活性污泥中的微生物存在條件下可生物降解（依據EN13432標準第2部分）的堆肥。90%以上的PSM生物降解塑料僅需80天就成功轉為二氧化碳，水，能源和生物碳。
不像一般泛用塑料，PSM也可以被焚燒處理。中國北京國家塑膠品質監督檢驗中心出具體的檢測報告顯示：每噸普通塑膠（如聚丙烯(PP)）二氧化碳CO2排放量為3.13噸，每噸PSM二氧化碳CO2淨排放量為0.6噸。二氧化碳淨排放量只有傳統塑料二氧化碳排放量的10～20%，能夠有效減少二氧化碳的排放。燃燒產生的是無毒煙霧和白色殘餘物，殘餘物可以用來作為肥料。
如果與泛用塑料共混成為生物塑料使用時，可依據共混材質回收。例如PSM與聚乙烯(PE)共混，則進入到聚乙烯(PE)類的回收系統。